# Louis Mayeur
Pour les articles homonymes, voir Mayeur (homonymie).
Louis Mayeur, également connu sous les noms de Louis Adolphe Mayeur et Léon-Louis Mayeur, est un compositeur, chef d'orchestre, clarinettiste et saxophoniste belge né le 21 mars 1837 à Menin (Belgique) et mort le 16 septembre 1894 à Cannes (France).

## Biographie
Louis Adolphe Mayeur naît le 21 mars 1837 à Menin,,.
En 1860, il obtient un premier prix de clarinette au Conservatoire de Paris dans la classe de Hyacinthe Klosé,,.
Mayeur est clarinettiste dans la musique de l'artillerie de la Garde impériale avant de se spécialiser dans le saxophone à la chute de l'Empire.
À partir d'octobre 1871, et jusqu'à sa mort, il est membre de l'orchestre de l'Opéra de Paris, où il joue la clarinette basse et le saxophone solo,. À ce titre, il est notamment l'interprète du solo de saxophone de L'Arlésienne de Georges Bizet à la création de l'œuvre. Selon Fétis et Pougin, il est « l'un des plus habiles virtuoses sur le saxophone qui existent à Paris ».
Investi dans la diffusion de la musique auprès du plus grand nombre, Louis Mayeur est actif comme chef d'orchestre, créant et dirigeant les concerts d'été du Jardin d'acclimatation et du Jardin Mabille,. Soucieux de la pratique des amateurs, il dirige également la fanfare du Bon Marché.
En 1879, il est nommé officier d'Académie.
Comme compositeur, Louis Mayeur est l'auteur d'une méthode de saxophone faisant autorité et de divers solos, fantaisies et transcriptions.
Il meurt le 16 septembre 1894 à Cannes,.
Il est également connu sous les noms de Louis Adolphe Mayeur et Léon-Louis Mayeur, et utilisait le pseudonyme A. Condé en tant que parolier.

## Œuvres

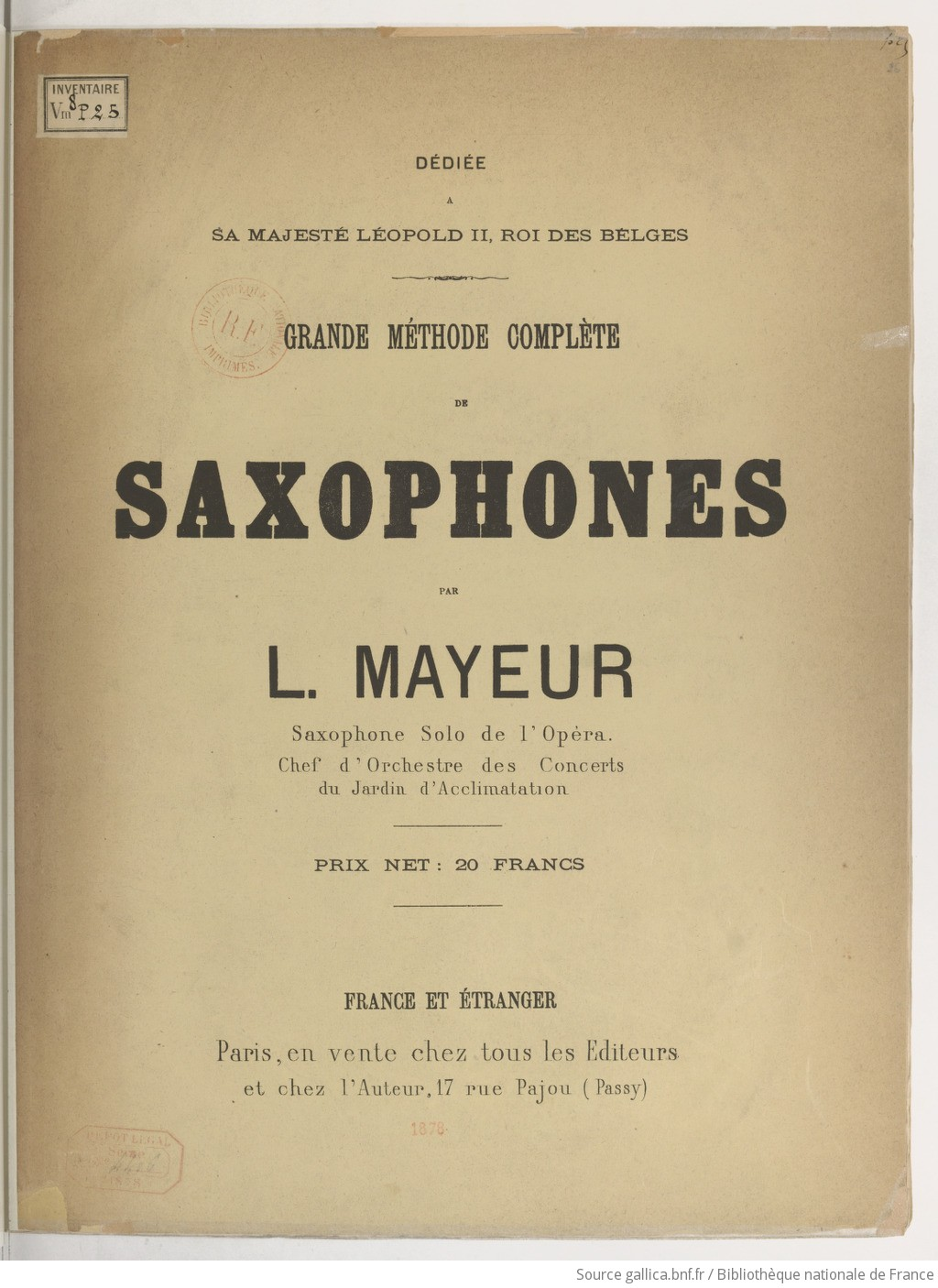
Couverture de la partition de la Grande méthode complète de saxophones de Louis Mayeur.

### Œuvres pour harmonie
Comme compositeur pour orchestre d'harmonie, Louis Mayeur est l'auteur de nombreuses transcriptions (de danses, ballets, ouvertures et extraits d'opéras), ainsi que des partitions originales suivantes :
- Amore, avec cornet solo, éd. Evette & Schaeffer ;
- Caprice polka, avec clarinette solo ;
- Chants et Airs de danse des Gauchos (1885), éd. Evette & Schaeffer ;
- Danse des Nubiens, éd. Gomes ;
- Fantaisie originale, avec clarinette solo, éd. Lafleur ;
- Grande Fantaisie brillante, avec saxophone solo ;
- Lafleurance, caprice avec clarinette solo ou saxophone ou piccolo ;
- Prélude polka (1889), éd. Missud ;
- Polka des Nids, duo de piccolos solo ;
- Valse Caprice, avec clarinette solo, éd. Millereau.